# Fokker F.IV
El Fokker F.IV fue un avión comercial diseñado en los Países Bajos a principios de los años 20 del siglo XX; solo se fabricaron dos unidades, ambas para el Servicio Aéreo del Ejército de los Estados Unidos.

## Diseño y desarrollo

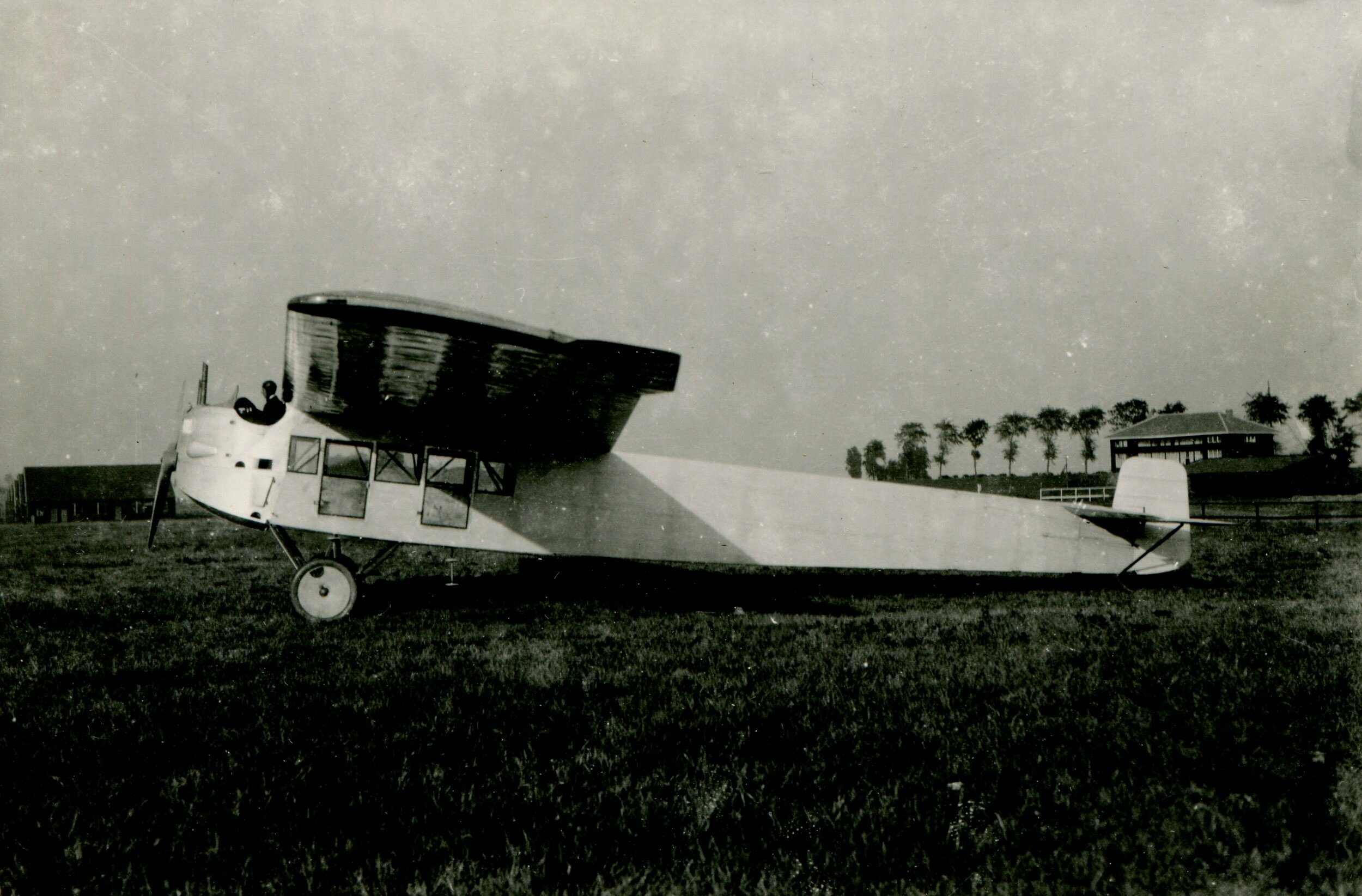
Un Fokker F.IV durante los vuelos de prueba en Schiphol, antes de partir a América.

El Fokker F.IV fue construido al típico estilo Fokker (el mayor diseño que hasta entonces habían construido), como un monoplano de ala alta cantilever con tren de aterrizaje fijo de patín de cola. El piloto se sentaba en una cabina abierta junto al motor al estilo del Fokker F.III, mientras que una cabina dentro del fuselaje podía acomodar a 12 pasajeros. Antes incluso de que los aviones hubiesen sido construidos, el Servicio Aéreo del Ejército de los Estados Unidos había comprado dos ejemplares durante una visita promocional al país de Anthony Fokker. Construidos en la factoría de Fokker en Veere y probados en vuelo por el propio Anthony Fokker, los dos aviones fueron puestos en cajas y enviados a los Estados Unidos, donde fueron ensamblados en McCook Field y designados T-2. A pesar de las esperanzas de Fokker en que al aumentar el número de pasajeros de líneas aéreas se crearía interés en los aviones de mayor capacidad de asientos, el F.IV era demasiado grande para las necesidades de las aerolíneas contemporáneas, y no se vendieron más aviones.

## Historia operacional
Uno de los T-2 fue usado para realizar una serie de vuelos de larga distancia en los años inmediatos, culminando en el primer vuelo sin escalas transcontinental a través de los Estados Unidos, una idea que se originó con el Teniente Oakley G. Kelly, uno de los pilotos de pruebas del T-2. El Ejército acordó permitir a Kelly el modificar especialmente el avión para llevar más combustible, y en instalar una puerta de conexión entre la cabina de pasajeros y la del piloto, para que él y su camarada el piloto de pruebas Teniente John A. Macready pudieran turnarse en pilotar y descansar. También se instaló un juego extra de controles para facilitar la entrega de un piloto al otro. Así modificado, el T-2 despegaría con 2350 l de combustible a bordo, haciéndole 1110 kg más pesado que lo estipulado como peso máximo al despegue.
A finales de 1922, Kelly y Macready realizaron dos intentos del vuelo transcontinental. El primero fue realizado el 5 de octubre de 1922, saliendo de San Diego (California), hacia Nueva York. Después de 35 horas y 18 minutos en el aire, fueron forzados a abandonar el intento y aterrizar debido a la niebla. Habría sido un récord mundial de permanencia, pero sin un barógrafo a bordo, no podía ser reconocido oficialmente por la FAI. Kelly y Macready lo intentaron de nuevo el 3 de noviembre, pero esta vez un problema de motor les forzó a realizar un aterrizaje de emergencia cerca de Indianápolis tras 25 horas y 30 minutos.
El siguiente año realizaron un vuelo de larga duración sobre un circuito cerrado sobre Dayton (Ohio), permaneciendo en el aire 36 horas, 14 minutos y 8 segundos, entre el 16 y el 17 de abril. Estableció un nuevo récord mundial de permanencia, pero también un nuevo récord de distancia, récord de peso, y ocho récords varios de velocidad. El 2 de mayo salieron desde Nueva York para intentar de nuevo el vuelo transcontinental, esta vez viajando en la dirección opuesta. 26 horas y 50 minutos después aterrizaron en San Diego, habiendo cubierto 4034 km. Su avión está preservado en el Museo Nacional del Aire y el Espacio de Estados Unidos.
El otro T-2 fue convertido en ambulancia aérea y se le dio la designación A-2.

## Variantes
F.IV
Avión comercial monomotor, designación de la compañía Fokker.
T-2
Designación dada por el USAAS a los dos F.IV construidos.
A-2
Uno de los T-2 convertido en ambulancia aérea.

## Operadores
Estados Unidos
- Servicio Aéreo del Ejército de los Estados Unidos

## Especificaciones

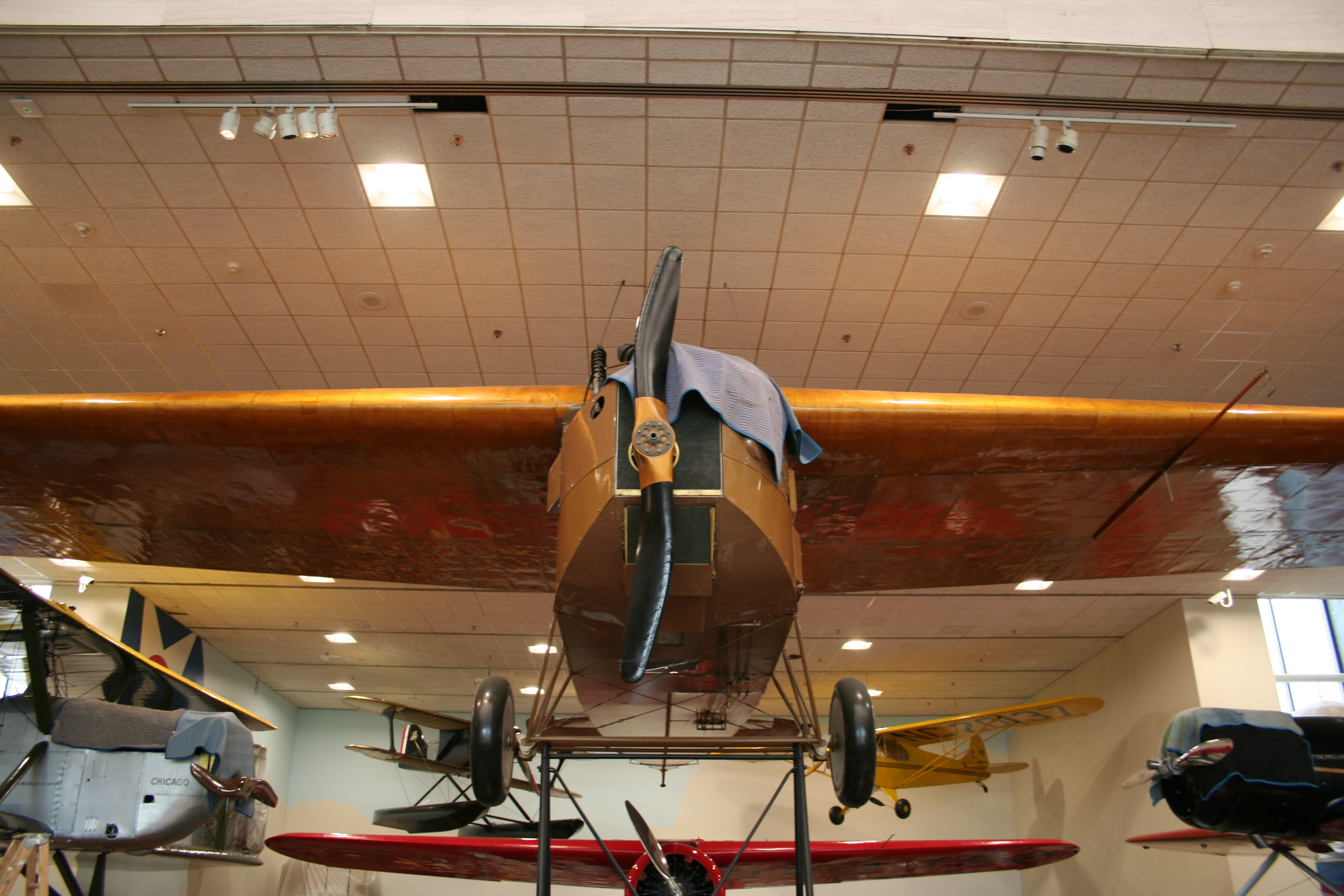
Fokker T-2 transcontinental en exhibición en Washington D. C.

### Características generales
- Tripulación: Uno (piloto)
- Capacidad: 12 pasajeros
- Longitud: 15 m (49,2 ft)
- Envergadura: 24,8 m (81,4 ft)
- Altura: 3,3 m (11 ft)
- Superficie alar: 34,6 m² (372,4 ft²)
- Peso vacío: 2250 kg (4959 lb)
- Peso cargado: 3460 kg (7625,8 lb)
- Planta motriz: 1× motor lineal V-12 refrigerado por agua Liberty L-12 construido por Packard.
  - Potencia: 298 kW (411 HP; 405 CV)

### Rendimiento
- Velocidad máxima operativa (Vno): 150 km/h (93 MPH; 81 kt)
- Alcance: 4100 km (2214 nmi; 2548 mi)
- Techo de vuelo: 3200 m (10 499 ft)

## Aeronaves relacionadas

### Secuencias de designación
- Secuencia F._ (interna de Fokker, posterior a 1918): F.II - F.III - F.IV - F.V - F.VI - F.VII →
- Secuencia T-_ (Transporte del USAAS, 1919-1924): T-1 - T-2 - T-3
- Secuencia A-_ (Ambulancia del USAAS, 1919-1924): A-1 - A-2